# OceanLab
«OceanLab» (або «Above & Beyond presents OceanLab») — транс-гурт, що складається з трьох учасників «Above & Beyond»: Джонатана Гранта, Тоні МакГіннеса, Паао Сільямякі та вокалістки Джастін Сьюсса.

## Дискографія

### Альбоми
- 2008 Sirens of the Sea
- 2009 Sirens of the Sea Remixed

### Сингли
- 2001 «Clear Blue Water»
- 2002 «Sky Falls Down»
- 2003 «Beautiful Together»
- 2004 «Satellite»
- 2008 «Sirens of the Sea»
- 2008 «Miracle»
- 2008 «Breaking Ties»
- 2009 «On A Good Day»
- 2009 «Lonely Girl»
- 2010 «On A Good Day (Metropolis)»

### Ремікси
- 2001 Teaser — «When Love Breaks Down» (OceanLab Remix)
- 2002 Ascension — «For a Lifetime» (OceanLab Remix)